# Jean-Louis Barrault
Jean Louis Barrault (ur. 8 września 1910 w Le Vésinet, zm. 22 stycznia 1994 w Paryżu, pochowany na Cmentarzu Passy) – francuski aktor, scenarzysta, reżyser i mim. Grał główne role we własnych inscenizacjach (dramaty P. Claudela i W. Szekspira).

## Życiorys
Występował w Théâtre de l'Atelier w Paryżu (1931-1935) i Comédie-Française (1940-1946), gdzie wyreżyserował m.in. spektakle Fedra Racine’a (1940) i Atłasowy trzewiczek Claudela (1943 i kilkakrotnie później, m.in. 1980). Debiutował jako reżyser pantomimicznym spektaklem na podstawie powieści Williama Faulknera Kiedy umieram (1935).
W 1946 roku wraz z żoną, aktorką Madeleine Renaud, założył zespół La Compagnie Renaud-Barrault (istniejący do 1956) i był jego dyrektorem (1959–68) także dyrektorem Théâtre de l’Odéon, przemianowanego na Théâtre de France. Był jednym z najbardziej zasłużonych działaczy Teatru Narodów (Théâtre des Nations), przyczynił się też do wznowienia funkcjonowania tej instytucji w 1975 roku.

## Filmografia
- 1937: Śmieszny dramat (Drôle de drame ou L’étrange aventure du Docteur Molyneux) jako William Kramps
- 1945: Komedianci (Les Enfants du paradis) jako Baptiste Debureau
- 1950: Rondo (La ronde) jako poeta Robert Kuhlenkampf
- 1954: Gdyby Wersal mógł mi odpowiedzieć (Si Versailles m’était conté) jako Fénelon
- 1959: Testament doktora Colderier (Le testament du Docteur Cordelier, TV) jako dr Cordelier/Opale
- 1962: Najdłuższy dzień (The Longest Day) jako ojciec Louis Roulland
- 1982: Noc w Verennes (La nuit de Varennes) jako Nicolas Edmé Restif de la Bretonne